# Скрантонский университет
Скрантонский университет (англ. The University of Scranton) ― частный, некоммерческий, католический исследовательский университет в городе Скрантон, штат Пенсильвания, США. Принадлежит ордену иезуитов, обучение для лиц обоего пола совместное.

## История
Был основан в 1888 году Уильямом О’Хара, первым епископом Скрантона, и был изначально известен как Колледж Св. Фомы. В 1938 году учебное заведение получило статус университета и с тех пор известно под своим нынешним именем. С момент своего учреждения и до 1897 года управлялся духовным руководством Скрантонской епархии. Хотя Скрантонская епархия сохраняла право собственности на имущество Университета, с 1897 по 1942 год его непосредственным управлением занимались братья христианских школ. В 1942 году имущество университета и управлением им перешло к иезуитам. В 1960-е годы Университет стал независимым учреждением под руководством попечительского совета. Ныне является одним из 28 учреждений-членов Ассоциации иезуитских колледжей и университетов.
В настоящее время Университет состоит из трёх колледжей: Колледжа искусств и наук, Школы управления имени Кании и Колледжа профессиональных наук имени Пануски, каждый из которых предлагает свои программы для студентов и аспирантов. Ранее в университете существовал Колледж последипломного и непрерывного образования, который затем был объединён с колледжами соответствующих программ. Университет предлагает 65 программ бакалавриата, 29 программ магистратуры, 43 майнора и 38 программ среднего профессионального образования. В дополнение к этому студенты могут освоить такие программы послевузовского образования, как доктор физиотерапии, доктор медсестринской практики и доктор делового администрирования.
В университете обучается около шести тысяч студентов и аспирантов. Большинство учащихся родом из Пенсильвании, Нью-Джерси и Нью-Йорка. В 2016 году около 58 % студентов бакалавриата составляли женщины и 42 % ― мужчины. В аспирантуре около 62 % составляют женщины и ― 38 % мужчины. В университете работают примерно триста преподавателей, около двухсот из которых являются штатными.